# بونبوري (تشيشير)
بونبوري (بالإنجليزية: Bunbury, Cheshire)‏ هي قرية وأبرشية مدنية تقع في المملكة المتحدة في إنجلترا. يقدر عدد سكانها بـ 1,308 نسمة .